# ماركوس روجاس
ماركوس روجاس (بالإنجليزية: Marcus Rojas)‏ هو معلم موسيقى أمريكي، ولد في 23 فبراير 1963 في بروكلين في الولايات المتحدة.

## وصلات خارجية
- ماركوس روجاس على موقع ميوزك برينز (الإنجليزية)
- ماركوس روجاس على موقع قاعدة بيانات برودواي على الإنترنت (الإنجليزية)
- ماركوس روجاس على موقع أول ميوزيك (الإنجليزية)
- ماركوس روجاس على موقع ديسكوغز (الإنجليزية)